# Фитьків
Фитьків (до 2008 — Фітьків) — село в Україні, у Переріслянській сільській громаді Надвірнянського району Івано-Франківської області. Населення становить 1551 особа (2001).

## Населення

### Мова
Розподіл населення за рідною мовою за даними перепису 2001 року:
| Мова       | Кількість | Відсоток |
| ---------- | --------- | -------- |
| українська | 1549      | 99.87%   |
| російська  | 2         | 0.13%    |
| Усього     | 1551      | 100%     |

## Історія
Точної дати заснування і засновника села немає. Архівні документи згадують на території приблизного розташування теперішнього села Фитьків село з назвою “Хутків” і датою його заснування 1445 року. Але ця згадка потребує детального вивчення.
Польський період
Село починало будуватися на так званому “Широкому полі” в урочищі під скалою близько хутора Млини с. Гвізд. Тут було збудовано в 1730-1740 рр. першу церкву-каплицю. Вирішальний вплив на розташування села мала р. Бистриця-Надвірнянська. В урочищі Городисько в лісі знаходиться давньоруське городище великих розмірів. 
Австійський період
1808р жителі села змушені переселитися дальше на схід. Про це свідчить побудова нової церкви в урочищі “Глинищі”. Близько 1854 р. село остаточно утверджується у своїх сучасних межах. Пережило село панщину і панів-дідичів Цезаря Намету, Петра Покізяка, Якуба Хастіля. На початку ХІХ ст. село було досить економічно розвинуто. Тут працювали два млини, ткальня сукна і полотна, грабарня, фірас.
Значний вклад в розвиток села вклали греко-католицькі парохи. Так один з них, Олександр Заклінський в 1880 р. виступає проти панів-дідичів, корчмарів, а в селі на 274 господарства було 4 корчми. Він відкриває школу, засновує читальню “Просвіта”, кооператив та касу взаємодопомоги. В час коли парохом села був Володимир Ленкавський, де він змінює пароха Льва Левицького. 1909-1923 рр., в селі провів свої дитячі роки Степан Ленкавський.
Перша Світова війна
17 односельчан загинуло на  фронтах Першої світової війни. 1915 р. відбулася велика битва при штурмі гори Городище, де загинуло багато вояків, особливо хорватів (у 1930 рр. їхні останки перепоховані на сільському цвинтарі в братській могилі). В період національного відродження 46 вихідців села вступають у лави Української Галицької Армії. Серед них сотник Михайло Балюк, Юрій Дронюк, Іван Кучерявий.
Польський період
- “Просвіта “ очолив директор школи Мирон Король. Одночасно М.Король був головою “Братства Найсвятішого Серця Ісусового”, багато працював над поповненням літературою сільської читальні “Скала”.
- “Луг” до якої входили молоді господарі та хлопці і дівчата. Керували цим товариством Василь Шеремета та Микола Головінський. Дівочою групою керували Анна Сорока та Анна Гуйтин.
- “Союзу Українок”. Очолювала осередок сестра священника О.Ніжинського – Ольга.

Значний вплив на діяльність громадських організацій мали парох села Олександр Ніжинський, його сестра Ольга, директор школи Мирон Король, Емілія Козловська та вчителька Стефанія Шмід.
Друга світова війна
8 фитьківчан вступає в дивізію СС “Галичина”. Діє підпільний осередок організації ОУН-УПА. 16 чоловік вступає в сотню УПА. У селі діяв осередок ОУН. До нього входили Ірина Павликевич "Смерека" та  Параска Головінська-Приймак "Ялиця".
У часи війни Параска Дутчак врятувала  Клару Аксельрод від смерті, за що у 1993р. була ушанована нагороди Ізраїльського меморіалу пам'яті жертв Голокосту Яд Вашем і була назвна однією з тих людей, хто гідний мати ім'я "Праведника світу". 
Радянський період
В 1948 р. насильно зав’язують колгосп. Десятки сімей розкуркулюють і частину вивозять на заслання в Сибір та закривають церкву. Разом з тим, за цей час в селі будують школу, дитячий садок, фельдшерсько-акушерський пункт.
В 1989 р. національно-культурного відродження. Відкривається церква, висипається символічна могила борцям за Волю України, засновується товариство “Рух”, відновлюється робота “Просвіти”, “Союзу українок”, створюються фольклорні колективи “Первоцвіт”, “Перевесло”.
Незалежність
В селі є ліцей, дитячий садок «Сонечко», фельдшерсько-акушерський пункт на 4 кабінети, сільський клуб, бібліотека. 

## Релігія
На території села зареєстрована греко-католицька церква «Святої Параскеви П'ятниці».  Вперше фитьківська церква Св. Параскеви відзначена в Катедратику Львівської єпархії 1680 року. В акті візитації 1743 р.  церква названа Святого архангела Михайла. Ця дерев’яна будівля позначена на карті 1783 р. там, де стоїть нинішня. Наступна церква в селі постала у 1854 р. 
Замість неї у 1928 р.  під проводом пароха о. Александра Ніжинського за проєктом архітекта Євгена Нагірного збудована і посвячена нова дерев’яна церква. Будували майстри з Богородчан під проводом майстра Василя Стельмаха. Відомо, що Нагірний у своєму проєкті зберіг загальний вигляд попередньої церкви. Розпис інтер’єру церкви у квітні 1935 р. почав маляр із Станіславова Карл Скочдополь. 
В квітні 1937 р. розпис бабинця і бічних престолів розпочав маляр Хриплина Григорій Прокопців. Церква була парафіяльною. У 1963 р. церкву зачинили і перетворили на будинок трауру. Богослужіння відновили у 1989 р. Святиню повністю оновили. Вівтарем орієнтована до заходу. Дерев’яна дзвіниця розташована з південного сходу від церкви. 
У селі діє єдиний музей (Етнографічний музей Бойківщини), що розташований у резиденції священика. Ідея створити такий музей старожитностей належить о. Миколі Григоруку 

#### Парохи
- Михайло Марморович (1891-1895)
- Зенон Кирилович (1895-1896)
- Лев Левицький (1896-1909)
- Володимир Ленкавський (1909-1923)
- Олександр Ніжинський (1924-1938)[8]

## Відомі люди

### Народилися:
- Головінська-Приймак Параска Василівна (1926 — 2016) — зв'язкова ОУН-УПА[9].
- Дутчак Параска Семенівна - праведниця  народів світу
- Попович Надія Миколаївна (1961 - 1995) — українська письменниця, поетеса та педагог.
- Стефурак Василь Васильович (1963) — художник-іконописець[10][11].
- Тарантюк Стефанія Львівна  (1906 —  1945)— слуга Божа греко-католицької церкви.

### Поховані:
- Павликевич Ірина Степанівна (1922 — 1945) — повітова провідниця жіночої мережі ОУН-УПА.

### Перебували:
- Ленкавський Степан Володимирович (1904 — 1977) — один з ідеологів Організації українських націоналістів (ОУН).